# Куян
Куян (пол. Kujan) — село в Польщі, у гміні Закшево Злотовського повіту Великопольського воєводства. Населення — 316 осіб (2011).
У 1975-1998 роках село належало до Пільського воєводства.

## Демографія
Демографічна структура станом на 31 березня 2011 року:
|          | Загалом | Допрацездатний вік | Працездатний вік | Постпрацездатний вік |
| -------- | ------- | ------------------ | ---------------- | -------------------- |
| Чоловіки | 150     | 31                 | 104              | 15                   |
| Жінки    | 166     | 41                 | 92               | 33                   |
| Разом    | 316     | 72                 | 196              | 48                   |